# Balaguša-Moschee

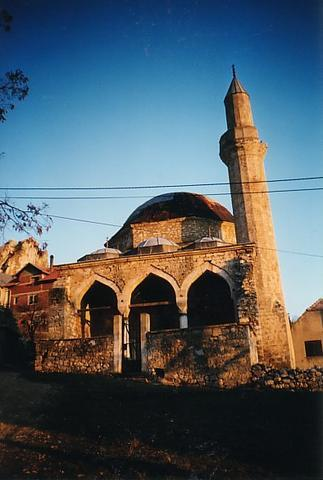
Die Balaguša- oder Čaršijska-Moschee in Livno

Die Balaguša-Moschee (kroatisch/bosnisch: Džamija Bali-age Ljubunčića, Balaguša džamija oder Čaršijska džamija) ist eine Moschee in der Altstadt von Livno in Bosnien und Herzegowina in dem Čaršija genannten Bezirk des Städtchens, von dem sie einen ihrer volkstümlichen Namen ableitet. Sie ist ein nationales Kulturdenkmal.

## Geschichte
Die Moschee wurde möglicherweise zwischen 1530 und 1550 errichtet (eine andere Datierung lautet auf das Jahr 1514/1515, womit die Moschee eine der ältesten in Bosnien und Herzegowina wäre). Nach der Überlieferung war der Stifter Balagija ein wohlhabender Aga, der nahe bei der Moschee begraben worden sein soll. Die Stiftungsurkunde ist nicht erhalten.

## Anlage
Der Bau ist eine Kuppelmoschee aus Bruchsteinen mit einer 14 m hohen Kuppel auf einem niedrigen achteckigen Tambour und einem niedrigen, 20,6 m hohen Minarett mit quadratischer Basis und sechzehnseitigem Schaft. Die Raummaße betragen innen 8,47 m mal 8,53 m. Das Innere ist reich dekoriert. Rechts des Eingangs befindet sich ein kurzes Mahfil. Der handwerklich hervorragende, 4 m hohe Minbar steht auf einem erhöhten steinernen Piedestal. Auch bei dem 3,50 m hohen Mihrab handelt es sich um eine handwerklich hochstehende Arbeit. Die Moschee besitzt eine dreischiffige, 3,29 m tiefe Vorhalle mit auf drei auf sphärischen Dreiecken ruhenden Tufa-Kuppeln und zwei zylindrischen Säulen aus feingeschliffenem Stein mit Basen und Kapitellen, zwischen denen sich Spitzbögen befinden. Über dem Eingang befindet sich das originale Tarih-Chronogramm. Wände und Kuppeln tragen Reste der originalen Ausmalung.